# Südmährenkreuz
Südmährenkreuz nebo též Südmährerkreuz, v českém překladu Jihomoravský/Jihomoravanský kříž, je památník v severovýchodním Rakousku poblíž hranic s Českem (asi 4 km jižně od Mikulova). Nachází se na vrchu Kreuzberg (či Schweinbarther Berg, 337 m n.m.) severovýchodně od vesnice Kleinschweinbarth v obci Drasenhofen. Kříž a pod ním umístěná pamětní deska připomínají německé obce a obyvatelstvo jihomoravského pohraničí, které bylo vyhnáno po druhé světové válce. Od kříže je výhled na Mikulovsko a Pavlovské vrchy.

## Historie
Hlavním iniciátorem stavby památníku byl Erwin Zajiček.
Sedm metrů vysoký betonový kříž byl vztyčen v prosinci 1962 jako „kříž domoviny“ (Heimatkreuz) Němců z jihu Moravy a Novobystřicka. Po dokončení schodiště a zábradlí proběhlo dne 7. července 1963 slavnostní odhalení. Současně se v blízkém Kleinschweinbarthu uskutečnilo první setkání vysídlených jihomoravských Němců.
Několik dní předtím rakouské federální ministerstvo vnitra zakázalo zapalování slavnostních ohňů v okolních obcích a konání shromáždění, a to z obavy, že by Československo takové aktivity mohlo vnímat jako provokace a mohlo by to ohrozit diplomatické vztahy. Na tento zákaz byla podána stížnost u rakouského ústavního soudu, který rozhodl ve prospěch organizátorů.
V roce 1964 byl před křížem postaven travertinový oltář. Kamenný blok byl původně určen pro stavbu výstavní haly v Norimberku, ale po druhé světové válce byl prodán na stavební materiál.
U příležitosti 8. výročního setkání 7. června 1970, jehož se účastnil i dolnorakouský hejtman, byl Südmährenkreuz povýšen na památník všech padlých a zemřelých jihomoravských Němců namísto památníku hrdinů u Klentnice, který byl odstřelen roku 1945. Tuto funkci plnil až do odhalení nového válečného památníku Jihomoravanům 1. června 1975. Měděná trnová koruna na kříži byla vysvěcena v roce 1974.

## Galerie

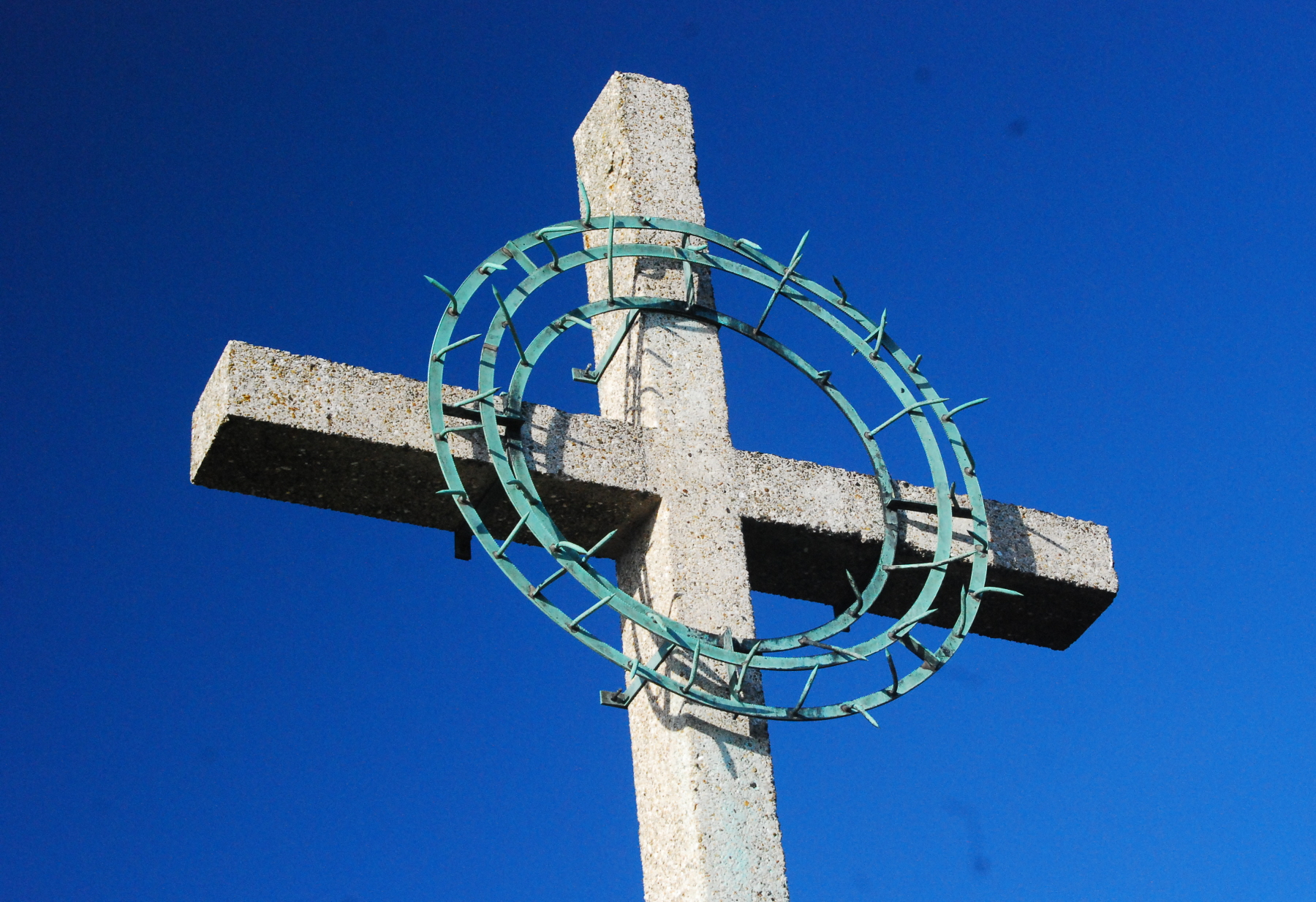
Trnová koruna na kříži
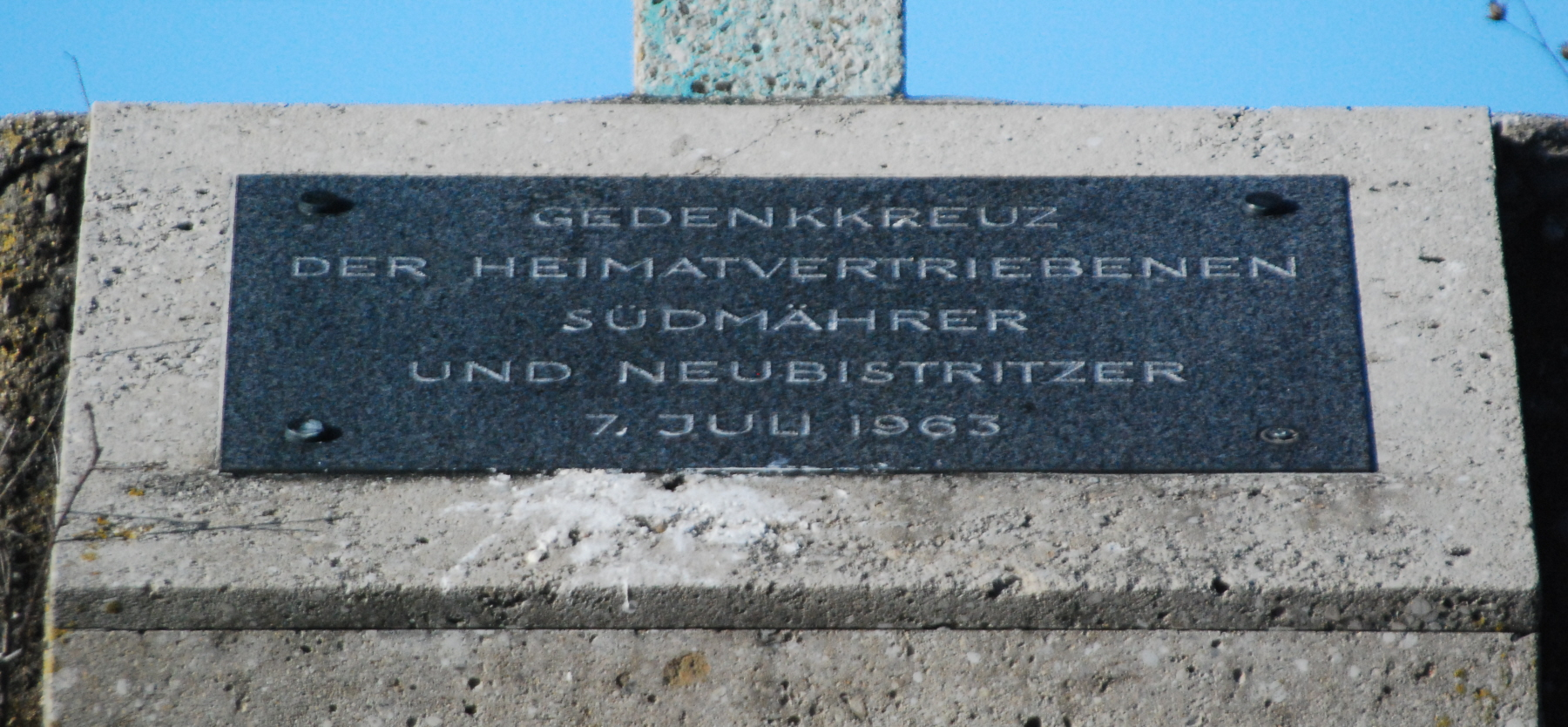
Pamětní deska pod křížem
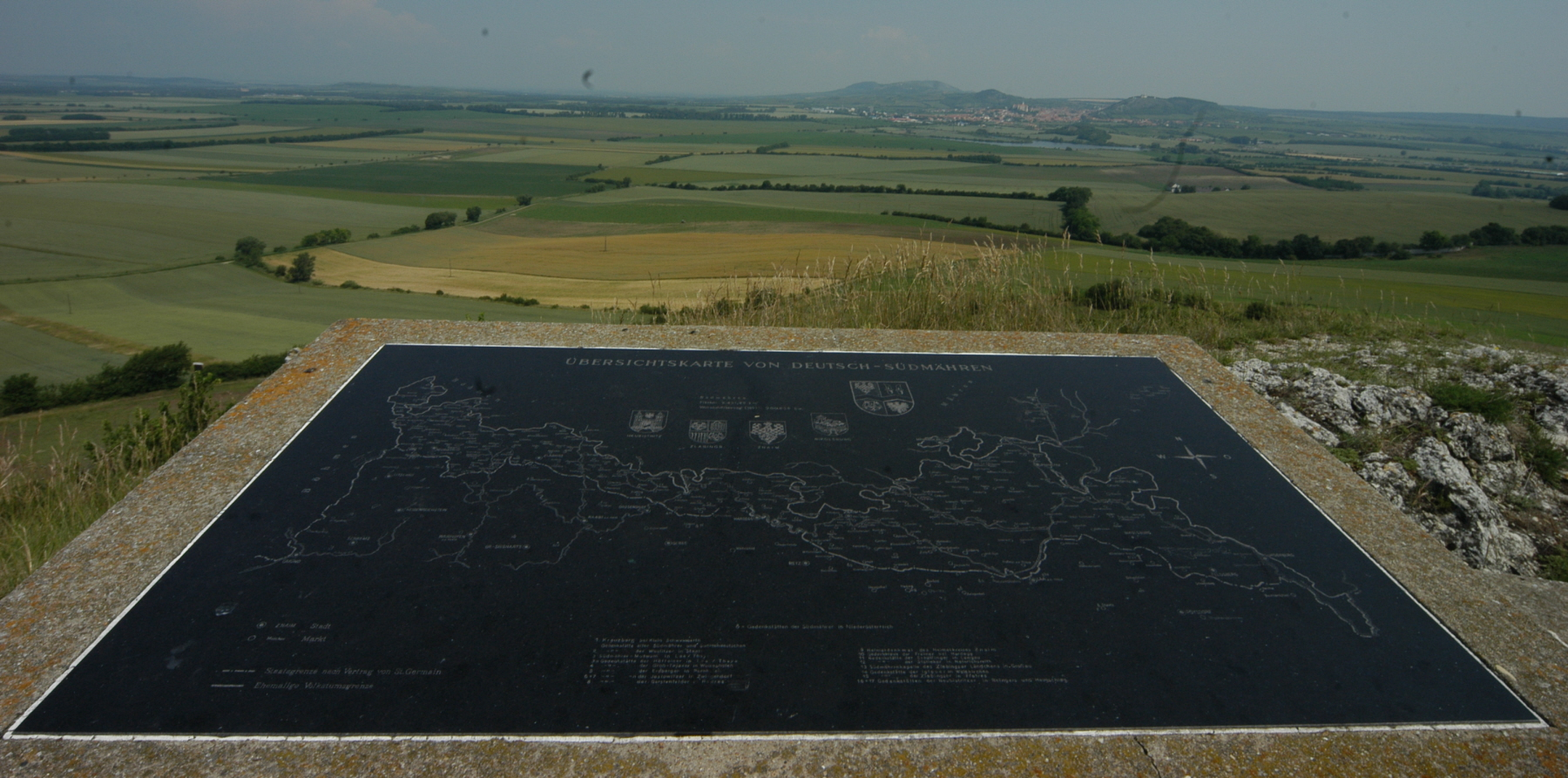
Reliéf s mapou vysídlených území, v pozadí Pavlovské vrchy
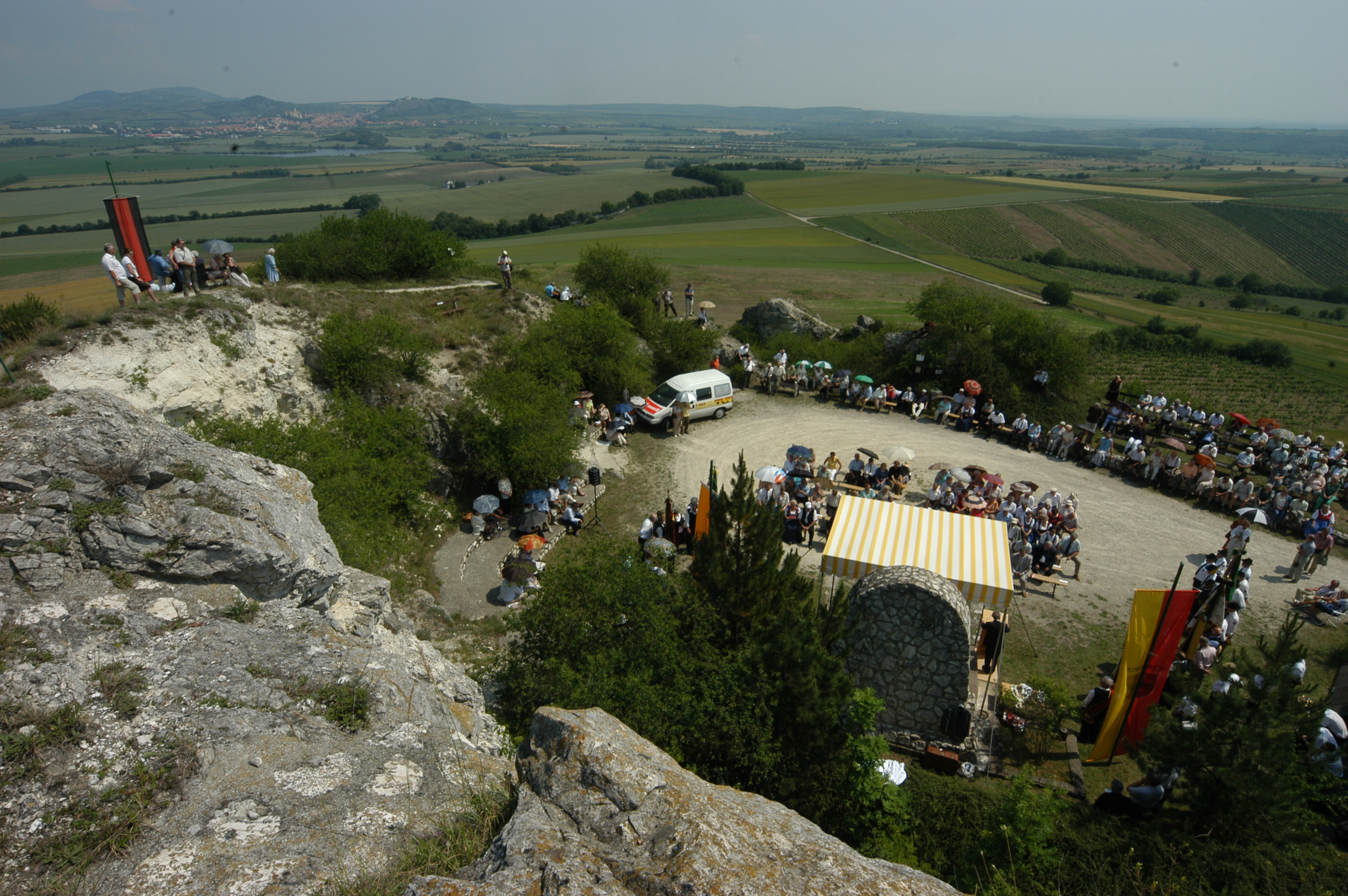
Setkání jihomoravských Němců roku 2007
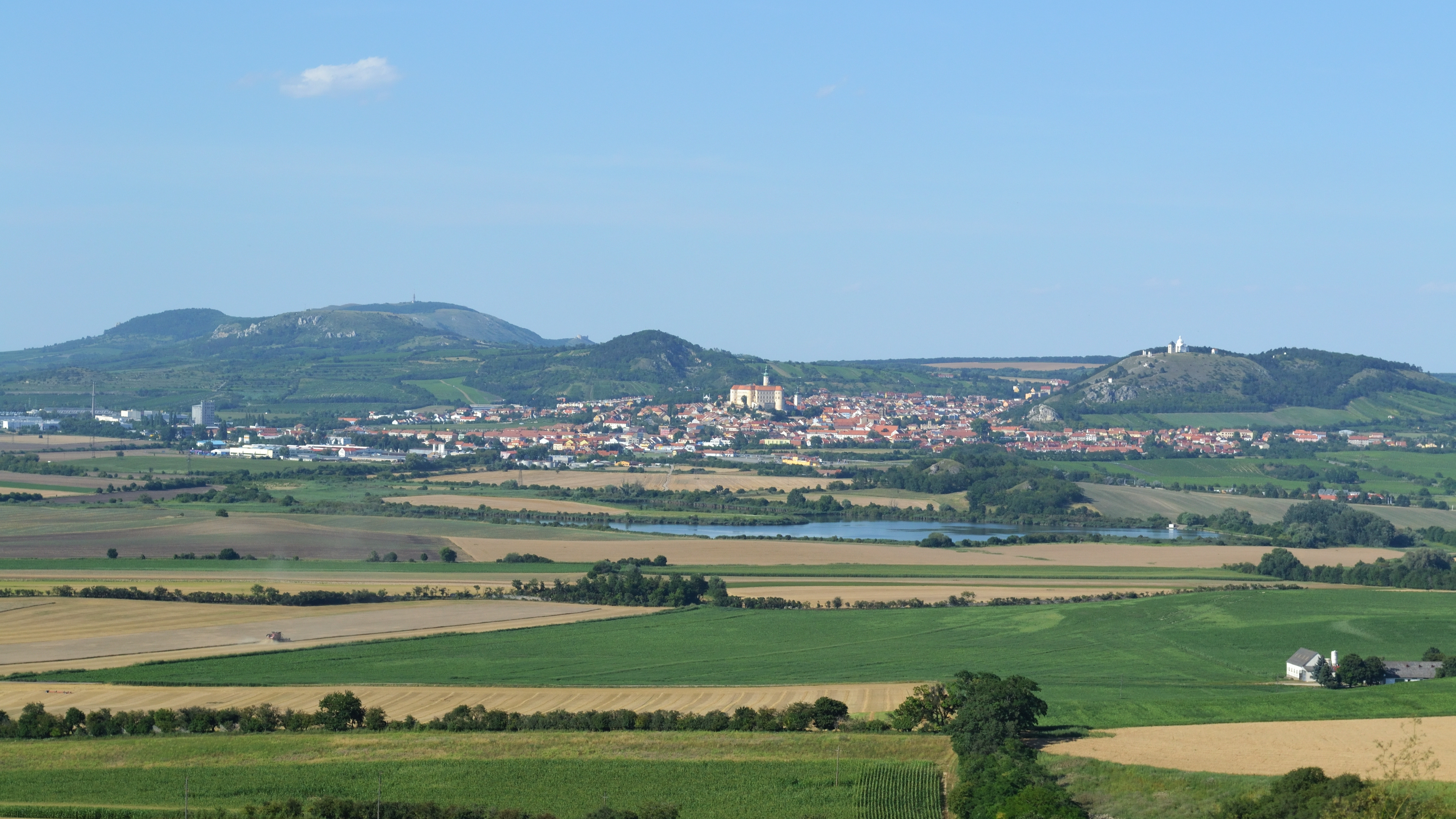
Pohled od kříže na Mikulov a Pálavu